# Kurd von Schöning

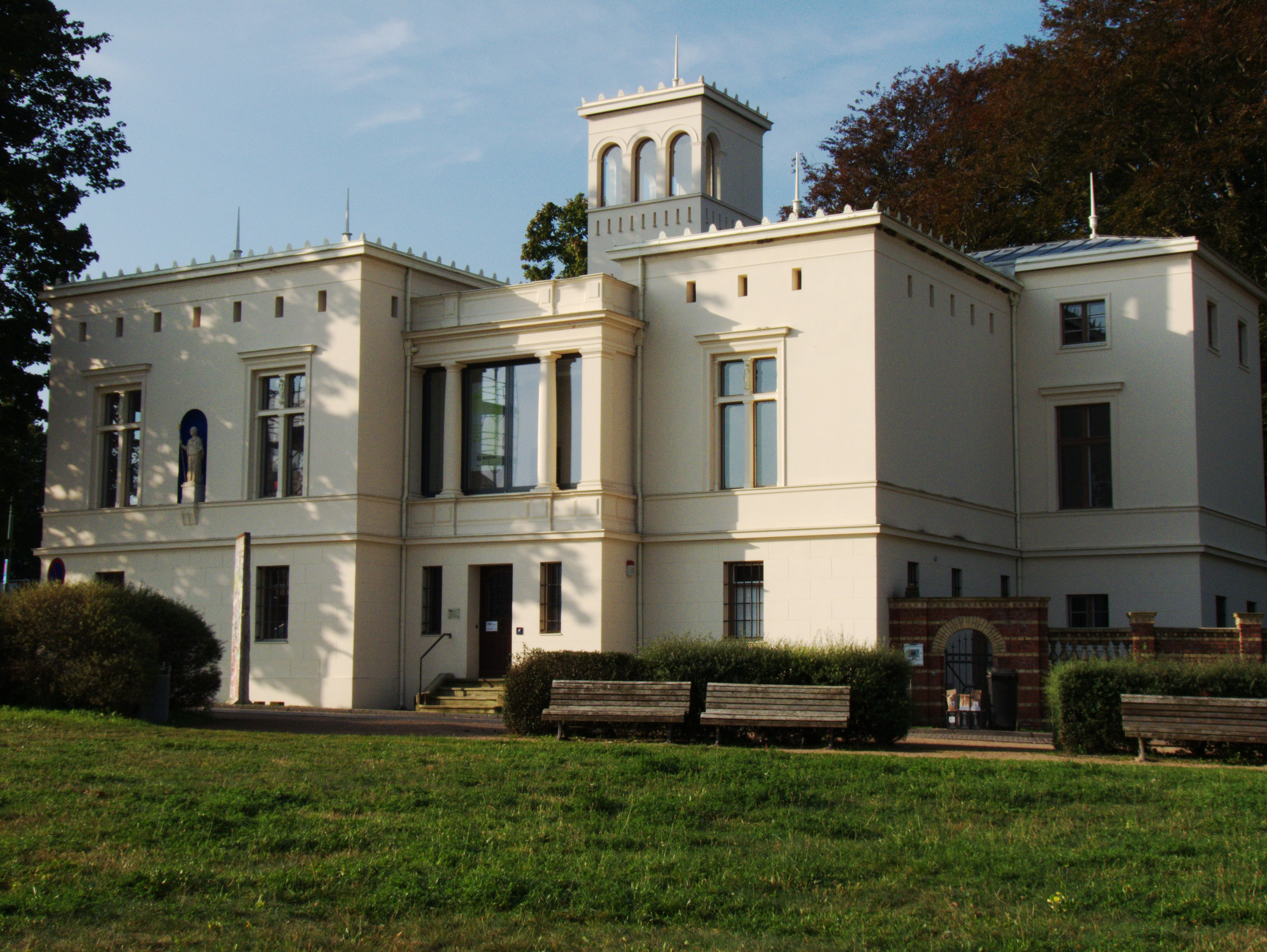
Villa Schöningen dans la banlieue berlinoise de Potsdam

Kurd Wolfgang Wilhelm Gustav von Schöning (né le 13 août 1789 à Morrn, arrondissement de Landsberg-sur-la-Warthe (de) et mort le 2 avril 1859 à Potsdam) est un général de division et écrivain militaire prussien.

## Biographie

### Origine
Kurde est issu de la noble famille poméranienne von Schöning. Ses parents sont Christian Stephan von Schöning (de) (1752-1802), propriétaire foncier et administrateur de l'arrondissement de Landsberg-sur-la-Warthe (de), et son épouse Albertine Juliane Therese Tugendreich (morte en 1844), fille du lieutenant-général Ehrenreich Wilhelm Gottlieb von Besser. Ses parents divorcent en 1796.

### Carrière
Il a acquis des mérites au sein de l'armée prussienne et, en tant qu'aide de camp personnel, il gagne très tôt la confiance du jeune prince Charles de Prusse (1801-1883), qu'il a accompagné lors de ses voyages dans les états italiens et en Russie. Schöning quitte le service en 1827 en tant que major général. La même année, il est nommé par le roi Frédéric-Guillaume III maréchal de la cour du prince Charles. Dans les années suivantes, il s'impose comme historien militaire avec de nombreux ouvrages.
En 1843, il devient propriétaire de la Villa Schöningen (de), du nom de la ville de Schöningen (près de Brunswick, d'où est originaire la famille von Schöning), située en face du château de Glienicke, résidence d'été du prince Charles. La prestigieuse villa de banlieue a été construite selon les plans de Ludwig Persius. L'architecte le conçoit dans le cadre du paysage culturel de Potsdam planifié par Peter Joseph Lenné et Karl Friedrich Schinkel dans le style d'une villa-tour italienne. Von Schöning habite cette villa avec sa famille jusqu'à sa mort en 1859.
D'après un dessin de Franz Krüger (1797-1857), on a conservé en 1830 un portrait auto-publié, qui a été réalisé en lithographie en 1829. En 1824, von Schöning publie le "Journal von Glienicke", historiquement pertinent, dans lequel les événements sociaux et culturels de la famille du prince Carl de Prusse sont consignés.

### Famille
Schöning épouse Charlotte von Bornstädt (1795–1841) à Gülzow en 1815. Le mariage donne naissance aux enfants suivants :
- Maira Klare (1817–1817)
- Rosalie Charlotte Albertine Anna (* 1818) chanoinesse au monastère du Saint-Sépulcre
- Hans Adam Kurt Egon Oldwig (1819–1828)
- Friedrich Wilhelm Karl Alexander Ludwig (1821–1823)
- Hélène Alexandrine Charlotte Florentine (1823–1901) mariée le 28 juin 1841 avec Edo Friedrich von der Schulenburg (1816-1904) de la maison d'Angern, administrateur de l'arrondissement de Wolmirstedt
- Hans Ehrenreich (1829-1890), capitaine prussien et commandant de compagnie dans le 52e régiment d'infanterie (pl)

## Travaux
- Geschichte des Königlich-Preußischen Dritten Dragoner-Regiments und derjenigen Dragoner-Regimenter, aus welchen dasselbe, bei der Reorganisation der Armee im Jahre 1808, hervorgegangen ist. Mit einer Einleitung über Dragoner im Allgemeinen und mit 2 Titelbildern, Dümmler, Berlin 1835, Digitalisat,
- Actenmäßige Darstellung, wie ein Theil Hinterpommerns und die Provinz Neumark Brandenburg, als Gebiete eines neutralen Fürsten, während des Nordischen Krieges zweimal den unerlaubten Durchmarsch feindlicher Truppen erfuhren. Beitrag zur Geschichte des Nordischen Krieges und des Königs Stanislaus Leszinsky. In: Baltische Studien, Band 4, Stettin 1837, Heft 1, S. 46–106 (Digitalisat, Google-Buchsuche).
- Des General-Feldmarschalls Hans Adam von Schöning auf Tamsel Leben und Kriegsthaten, namentlich sein Zug mit 8000 Brandenburgern gegen die Türken. Ein Beitrag zur Erkennung der Zeitverhältnisse in den Kurbrandenburgischen und Kursächsischen Landen während der zweiten Hälfte des 17. Jahrhunderts. Mit dem Bildnisse des Feldmarschalls und 55 Fac similes von Namensunterschriften ausgezeichneter Zeitgenossen. Lüderitz, Berlin 1837. Digitalisat, vollständiges PDF bei HathiTrust Digital Library
- Des General-Feldmarschall Dubislav Gneomar v. Natzmer (auf Gannowitz) Leben und Kriegsthaten, mit den Hauptbegebenheiten des von ihm errichteten Garde-Reiter-Regiments Gens d’armes. Mit dem Bildnisse des General Feldmarschalls und mit 57 Fac similes von hohen und ausgezeichneten Zeitgenossen. Lüderitz, Berlin 1838. (Nachdruck von 2007 lieferbar,  (ISBN 3-88706-802-5)) Digitalisat
- Die Generale der Chur-Brandenburgischen und Königlich Preußischen Armee von 1640 bis 1840. Eine historische Uebersicht, Sammt vielen eingewebten urkundlichen Notizen: als Jubelschrift dem Vaterländischen Kriegesheere geweiht. Lüderitz, Berlin 1840.
- Geschichte des Königlich Preußischen Regiments Garde du Corps zu seinem hundertjährigen Jubelfeste. Unger, Berlin 1840. (Nachdruck von 1990 lieferbar,  (ISBN 3-88706-297-3)) Digitalisat
- Geschichte des Königlich-Preußischen Fünften Husaren-Regiments, mit besonderer Rücksicht auf Gebhard Lebrecht von Blücher, den ehemaligen Chef dieses Regiments. Nebst einer Einleitung über Preußische Husaren im Allgemeinen. 1843. Digitalisat
- Historisch-biographische Nachrichten zur Geschichte der Brandenburg-Preußischen Artillerie. Aus bisher ungenutzten Urkunden zusammengestellt von Kurd Wolfgang von Schöning. Drei Teile, Mittler, Berlin 1844. (Band I), Band II, Band III
- Der Siebenjährige Krieg: nach der Original-Correspondenz Friedrichs des Großen mit dem Prinzen Heinrich und seinen Generalen. bearb. von Kurd Wolfgang v. Schöning. Berlin, 1851–52. Band I, Band II. Band III.
- Die fünf ersten Jahre der Regierung Friedrich des Großen bis zum Schluß des zweiten Schlesischen Krieges. G. Bosselmann, Berlin 1852–53.
- Der Bayersche Erbfolgekrieg: nach der Original-Correspondenz Friedrichs des Großen mit dem Prinzen Heinrich und seinen Generalen aus den Staats-Archiven. bearb. von Kurd Wolfgang v. Schöning. Riegel, Berlin 1854. Digitalisat
- Das Regiment Garde du Corps. Berlin 1854.
- Zur europäischen Politik im Jahre 1854. Digitalisat